# Жмаев, Александр Владимирович
Алекса́ндр Влади́мирович Жма́ев (род. 16 мая 1977 года, Уфа, Башкирская АССР, РСФСР, СССР) — российский  хоккеист, выступавший за клубы главных хоккейных лиг России.

## Биография
Родился 16 мая 1977 года в Уфе. Воспитанник местной хоккейной школы. Игровую карьеру начал в армейских ЦСКА и самарском ЦСК ВВС, выступавших в 1995—1997 годах в Межнациональной хоккейной лиге и Суперлиге чемпионата России, в клубах которой продолжал выступать до 2000 года: уфимском «Салавате Юлаеве» (1997/1998), нижнекамском «Нефтехимике», тюменском «Газовике» (1998/1999) и нижегородском «Торпедо» (1999/2000).
Позже играл в составе клубов второго по значению дивизиона российского чемпионата: заволжском «Моторе» (2000—2002), саратовском «Кристалле» (2002/2003 и 2004/2005), кирово-чепецкой «Олимпии» (2002—2004), челябинском «Мечеле» (2004/2005), нижегородской Торпедо-2 и пензенском «Дизеле» (2005/2006), нефтекамском «Торосе» (2006/2007) и клинском «Титане» (2007/2008).
Тренер детских хоккейных команд в Уфе в системе ХК «Салават Юлаев».
Младший брат Владимир также хоккеист и тренер.